# 大出瑞月
大出 瑞月（おおいで みづき、1997年11月21日 - ）は、群馬県出身の日本の女子プロゴルファーである。所属はサーフビバレッジ。

## 経歴
関東学園大学附属高等学校卒業。
7歳でゴルフを始める。
アマチュア時代の主な成績として、「関東高等学校ゴルフ選手権」優勝（2015年）等がある。
高校卒業後の2016年日本女子プロゴルフ協会（LPGA）最終プロテストに進出し4位となり初挑戦で合格、LPGA88期生となる。同年は最終的にステップ・アップ・ツアー5試合、LPGAツアー1試合に出場。同年LPGAファイナルクォリファイングトーナメントに進出し29位となる。青木翔に師事して居る。
2017年からLPGAツアーに本格的に参戦。34試合に出場し、年間獲得賞金ランキング（賞金ランク）85位（¥7,785,500）。
2018年はQTランキング10位でLPGAツアー前半戦の出場資格を得てスタート、その後「第1回リランキング」25位、「第2回リランキング」11位と年間を通して出場資格を得た。最終的にLPGAツアー35試合に出場、賞金ランク41位で自身初のシード入りを果たす。
2019年からサーフビバレッジ所属。同年は賞金ランク83位で賞金シード入りを逃す。

## 雑記
青木翔門下の同門だった渋野日向子のニックネーム「シブコ」の命名者である。

## TV番組
- 女子ゴルフペアマッチ選手権 - 髙橋恵とのペアでシーズン1出場[14]